# Туту, Юссеф
Юссеф Туту (дат. Youssef Toutouh; 6 октября 1992, Копенгаген, Дания) — датский футболист марокканского происхождения, полузащитник клуба «ФАР».

## Клубная карьера
Воспитанник футбольной школы клуба «Видовре». Во взрослом футболе дебютировал в 2010 году выступлениями за команду того же клуба, провёл один сезон, приняв участие в 14 матчах чемпионата.
Своей игрой за эту команду привлёк внимание представителей тренерского штаба клуба «Копенгаген», к составу которого присоединился в 2011 году. Сыграл за команду из Копенгагена следующий сезон своей игровой карьеры, после чего был отдан в аренду в клуб «Эсбьерг». В «Эсбьерге» был основным игроком команды, в составе которой выиграл Кубок Дании.
В состав «Копенгагена» вернулся в 2013 году. С тех пор стал регулярно привлекаться в основной состав столичного клуба.

## Выступления за сборные
С 2012 года привлекался в состав молодёжной сборной Дании.

## Титулы и достижения
Копенгаген
- Чемпион Дании (1): 2015/16
- Обладатель Кубка Дании (3): 2011/12, 2014/15, 2015/16

 Эсбьерг
- Обладатель Кубка Дании (1): 2012/13